# Klövsjö
Klövsjö è un piccolo centro della Svezia centro-settentrionale, incluso nella municipalità di Berg; il suo territorio si estende su 221,68 ha e aveva, nel 2010, una popolazione di 291 abitanti.
Stazione sciistica, ha ospitato una tappa della Coppa del Mondo di sci alpino 1990.